# Alchemilla cataractarum
Alchemilla cataractarum es una especie de planta del género Alchemilla, perteneciente a la familia Rosaceae.

## Taxonomía
Alchemilla cataractarum fue descrita por S. E. Fröhner en 1985.

## Distribución
Se encuentra en el territorio de Austria, Francia, Italia y España.